# (300205) 2006 WH125
(300205) 2006 WH125 es un asteroide perteneciente al cinturón de asteroides, región del sistema solar que se encuentra entre las órbitas de Marte y Júpiter, descubierto el 22 de noviembre de 2006 por el equipo del Mount Lemmon Survey desde el Observatorio del Monte Lemmon, Arizona, Estados Unidos.

## Designación y nombre
Designado provisionalmente como 2006 WH125. 

## Características orbitales
2006 WH125 está situado a una distancia media del Sol de 3,160 ua, pudiendo alejarse hasta 3,585 ua y acercarse hasta 2,735 ua. Su excentricidad es 0,134 y la inclinación orbital 0,722 grados. Emplea 2052,16 días en completar una órbita alrededor del Sol.

## Características físicas
La magnitud absoluta de 2006 WH125 es 16,8. 